# 司提反
聖斯德望（新教汉譯作士提反或司提反）是基督教首位殉道者。西方教會定其慶日於12月26日。
耶路撒冷説希臘語的猶太人抱怨在每天所分發的糧食方面，説希伯來語的猶太教徒受到優待，以致他們的寡婦受到忽略。使徒任命了斯德望在內的七個男子去照料「這件必需的事」，藉此將難題解決了。

## 接受聆讯
可是，畏懼上帝的不久便面對一場考驗了。（《使徒行传》第6章第8-15节）有些人起來與斯德望爭辯。這些屬於“得自由者會堂”（《新世》）的人也許是被羅馬人俘擄而後來獲得釋放的猶太人，或是改信猶太教而曾一度為奴的人。他們無法敵擋斯德望憑着智慧和聖靈所説的話，於是把他帶到猶太公會。他們作假見證説：「我們聽見這人説耶穌會毁壞聖殿，也要改變摩西交給我們的規條。」可是甚至反對者也可以看出斯德望並不是罪犯，因為他具有天使般寧靜的面容，彷彿是上帝的使者，肯定受他所支持一般。

### 斯德望的辩词
斯德望受大祭司該亞法所盤問，但他作了一個無畏的見證。他簡述以色列人的歷史，表明上帝定意要在彌賽亞臨到時將律法和聖殿的安排廢去。斯德望指出，雖然每個猶太人均自稱尊崇摩西而視之為拯救者，但摩西卻曾受以色列人棄絶，正如現今他們不願接受那帶來更大拯救的彌賽亞一般。斯德望指出上帝並不住在人手所造的殿裏，他表明聖殿及附屬的崇拜制度將會過去。審訊他的人並不畏懼上帝，也不想認識上帝的旨意，斯德望説：「你們這硬著頸項、心與耳未受割禮的人，常時抗拒聖靈！你們的祖宗怎樣，你們也怎樣。那一個先知不是你們祖宗逼迫呢？他們也把預先傳說那義者要來的人殺了；如今你們又把那義者賣了，殺了。你們受了天使所傳的律法，竟不遵守。」

## 斯德望殉道
斯德望的無畏聲明導致他被殺害。他大膽揭發猶太公會必須對耶穌之死負責，這使祭司們和猶太民眾大感忿怒。但是斯德望“定睛望天，看見上帝的榮耀，又看見耶穌站在上帝的右邊”。這使他的信心大受强化。斯德望能够懷着信心面對他的敵人，深知自己已遵行了上帝的旨意。仇敵把斯德望攆出耶路撒冷城後，就開始用石頭擲打他。斯德望死前提出懇求説：“求主耶穌接收我的靈魂！”（和合本）斯德望跪下呼喊説：“主啊，不要將這罪歸於他們！”（和合本）接着他便以身殉道，在死亡中沉睡了。
斯德望殉道之時，有一位少年人大數的掃羅（後改名保羅，即使徒保羅）在一旁為眾人看管衣裳。斯德望為基督殉道的這一幕，在掃羅的心中留下極大的震撼。（《宗徒大事錄/使徒行傳》6:1-7:60）
然而，透過耶穌的審判和處決與斯德望的審判和處決之間的對比，我們可以了解羅馬帝國猶太行省總督彼拉多被帝國皇帝提庇留解職後耶路撒冷局勢的變化。猶太公會通過了耶穌的死刑判決，但沒有羅馬人的批准因此不敢執行，而是由羅馬政府執行的。在斯德望的案件中，猶太公會繞過了新任羅馬總督马耳刻盧斯，用古老的猶太人石刑方法匆匆處決了他。作為臨時總督的马耳刻盧斯可能更願意留在凱撒利亞，對猶太公會和祭司日益增長的信心和行為視而不見。

## 墓葬
基督教背景网站宣称，2014年，以巴兩地的考古學家在巴勒斯坦西岸城市拉馬拉赫附近，發現了聖人墓地遺址。